# Carlos Alonso
Carlos Alonso, né en 1929 à Tunuyán, province de Mendoza en Argentine, est un peintre et illustrateur argentin. Sa peinture se veut engagée et sociale.

## Biographie
Carlos Alonso quitte l'école à l'âge de 14 ans pour s'inscrire à l'Académie nationale des beaux-arts de Cuyo. Puis il déménage à Tucumán ayant pour professeur à Lino Enea Spilimbergo. Grâce à Domingo Viau, il obtient les fonds pour pouvoir voyager en France et en Espagne. À son retour, il travaille avec Antonio Berni, Juan Carlos Castagnino et Spilimbergo.
En 1951, il remporte le premier prix à l'Exposition de peinture de San Rafael (Mendoza) et en 1957 le concours organisé par la rédaction Emecé pour illustrer le Don Quichotte (Miguel de Cervantes) et le Martín Fierro (José Hernández).
À partir de 1961, il intègre à son œuvre l'acrylique qu'il découvre lors d'un voyage à Londres. En 1971, il expose régulièrement dans les galeries Giulia de Rome, Eidos de Milan et Bedford de Londres et partage l'atelier d'Antonio Seguí à Paris. 
En 1976, lors d'un coup d'état, sa fille Paloma sera assassinée. Alonso décide de quitter le pays pour s’exiler en Italie et plus tard en Espagne. En 1981, il rentre en Argentine exposant dans les galeries Palatine, Zurbarán, dans le Musée National des Beaux Arts. Actuellement, il vit à Unquillo, province de Córdoba.

## Œuvre
Placée sous le signe de l'expressionnisme, sa production picturale est traversée par des sujets récurrents, tels que la mémoire, la violence et l'érotisme.